# Pseuderucaria teretifolia
Pseuderucaria teretifolia är en korsblommig växtart som först beskrevs av René Louiche Desfontaines, och fick sitt nu gällande namn av Otto Eugen Schulz. Pseuderucaria teretifolia ingår i släktet Pseuderucaria och familjen korsblommiga växter. Inga underarter finns listade i Catalogue of Life.